# Serie del Caribe 2023
La Serie del Caribe 2023 fue la edición número 65.ª del torneo de béisbol de clubes de la Serie del Caribe, un evento deportivo de béisbol profesional, que se disputó en las ciudades de Caracas – Distrito Capital y La Guaira – Estado La Guaira al norte de Venezuela, entre el 2 y 10 de febrero de 2023.
Esta serie reunió a los equipos de béisbol profesional campeones de los torneos de los países que integran la Confederación de Béisbol Profesional del Caribe: Venezuela, República Dominicana, Puerto Rico y México, más los representantes de Panamá, Curazao, Cuba y Colombia en calidad de invitados.
En la Final del Clásico Caribeño, los Tigres del Licey, representantes de la República Dominicana, se titularon campeones con registro estadístico de 6-3, al vencer con marcador de 3-0 a los Leones del Caracas, representantes de Venezuela; obteniendo de esta manera su campeonato número once (11) en sus veinte (20) participaciones históricas en Series del Caribe, y al mismo tiempo el título número veintidós (22) para la República Dominicana.

## Formato del torneo
En esta edición número 65 de la Serie del Caribe, se utilizó el formato de todos contra todos a una sola vuelta, en la cual y por primera vez en la historia del béisbol caribeño; 8 equipos (con la inclusión de Curazao en su primera participación y de Cuba), se enfrentaron una sola vez entre sí. Las 4 novenas que obtuvieron la mayor cantidad de victorias y ocuparon las 4 primeras posiciones en la tabla clasificatoria, disputaron las Semifinales (1° vs. 4°) y (2° vs. 3°). Los perdedores jugaron un partido por el Tercer Lugar, mientras que los ganadores disputaron la Gran Final para decidir el campeón del torneo.

## Estadios
Para los partidos oficiales de ronda preliminar, semifinales, tercer lugar y final, se utilizó el estadio de La Rinconada (Estadio Monumental Simón Bolívar) ubicado en la parroquia Coche del municipio Libertador de Caracas con una capacidad para recibir a unos 40.000 espectadores (el más grande de Venezuela para la práctica de béisbol) y el Estadio Jorge Luis García Carneiro ubicado en la cinta costera de la parroquia Macuto del municipio Vargas en el estado La Guaira, que posee una capacidad aproximada de 15.000 espectadores y que se encuentra justo frente al Mar Caribe, este último incluye un hotel, un casino y un centro comercial. Adicionalmente para los equipos que realizaron sus prácticas de bateo se utilizó el Estadio Universitario de la Universidad Central de Venezuela, el cual en un principio iba a ser la sede principal del evento y que tiene una capacidad estimada para 20.000 espectadores.
| Venezuela                                   | Venezuela                          |
| Distrito Capital                            | La Guaira                          |
| ------------------------------------------- | ---------------------------------- |
| (Municipio Libertador)                      | (Municipio Vargas)                 |
| Estadio Monumental de Caracas Simón Bolívar | Estadio Jorge Luis García Carneiro |
| Capacidad: 40 000                           | Capacidad: 15 000                  |
|                                             |                                    |

## Equipos participantes
| País                 | Equipo                            | Liga/vía de clasificación                                                      |
| -------------------- | --------------------------------- | ------------------------------------------------------------------------------ |
| Colombia             | Vaqueros de Montería              | Campeón de la Liga Profesional de Béisbol Colombiano (2022-23)                 |
| Cuba                 | Agricultores (Las Tunas & Granma) | Campeón de la Liga Élite del Béisbol Cubano (2022-23)                          |
| Curazao              | WildCats KJ74                     | Campeón de la Curaçao National Championship AA League (2022)                   |
| México               | Cañeros de Los Mochis             | Campeón de la Liga Mexicana del Pacífico (2022-23)                             |
| Panamá               | Federales de Chiriquí             | Campeón de la Liga Profesional de Béisbol de Panamá (2022-23)                  |
| Puerto Rico          | Indios de Mayagüez                | Campeón de la Liga de Béisbol Profesional Roberto Clemente (2022-23)           |
| República Dominicana | Tigres del Licey                  | Campeón de la Liga de Béisbol Profesional de la República Dominicana (2022-23) |
| Venezuela            | Leones del Caracas                | Campeón de la Liga Venezolana de Béisbol Profesional (2022-23)                 |

## Ronda preliminar

### Posiciones
| Pos | Equipo                            | J | G | P | Ave. | VTJ | CA | CP | DC  | H-H |
| --- | --------------------------------- | - | - | - | ---- | --- | -- | -- | --- | --- |
| 1   | Cañeros de Los Mochis             | 7 | 5 | 2 | .714 | 0   | 31 | 27 | +4  | 1-0 |
| 2   | Leones del Caracas                | 7 | 5 | 2 | .714 | 0   | 44 | 30 | +14 | 0-1 |
| 3   | Vaqueros de Montería              | 7 | 4 | 3 | .571 | 1.0 | 44 | 31 | +13 | 2-0 |
| 4   | Tigres del Licey                  | 7 | 4 | 3 | .571 | 1.0 | 32 | 27 | +5  | 1-1 |
| 5   | Indios de Mayagüez                | 7 | 4 | 3 | .571 | 1.0 | 29 | 24 | +5  | 0-2 |
| 6   | Federales de Chiriquí             | 7 | 3 | 4 | .429 | 2.0 | 23 | 29 | -6  | 0-0 |
| 7   | WildCats KJ47                     | 7 | 2 | 5 | .286 | 3.0 | 18 | 27 | -9  | 0-0 |
| 8   | Agricultores (Las Tunas & Granma) | 7 | 1 | 6 | .143 | 4.0 | 23 | 49 | -26 | 0-0 |

Glosario:
- J: Jugados
- G: Ganados
- P: Perdidos
- Ave: Promedio del Equipo
- VTJ: Ventaja
- CA: Carreras Anotadas
- CP: Carreras Permitidas
- DC: Diferencia de Carreras
- H-H: Head-To-Head (Racha entre dos equipos específicos. Se usa como criterio de desempate)

#### Clasificación para la fase final
| - | Clasificados a las Semifinales. |
| - | Equipos eliminados.             |

- Hora local UTC-4:00 (aplicado para Caracas y La Guaira – Venezuela)

| Fecha        | Hora  | Visitante             | Resultado | Home Club             | Estadio                    |
| ------------ | ----- | --------------------- | --------- | --------------------- | -------------------------- |
| 2 de febrero | 10:30 | Agricultores          | 3-1 (10)  | WildCats KJ47         | Jorge Luis García Carneiro |
| 2 de febrero | 12:00 | Cañeros de Los Mochis | 5-4       | Tigres del Licey      | Monumental Simón Bolívar   |
| 2 de febrero | 15:00 | Vaqueros de Montería  | 7-1       | Indios de Mayagüez    | Jorge Luis García Carneiro |
| 2 de febrero | 20:30 | Leones del Caracas    | 5-2       | Federales de Chiriquí | Monumental Simón Bolívar   |
| 3 de febrero | 13:00 | Federales de Chiriquí | 6-5       | Vaqueros de Montería  | Monumental Simón Bolívar   |
| 3 de febrero | 14:30 | Tigres del Licey      | 3-1       | Agricultores          | Jorge Luis García Carneiro |
| 3 de febrero | 18:00 | WildCats KJ47         | 2-1       | Cañeros de los Mochis | Monumental Simón Bolívar   |
| 3 de febrero | 19:30 | Indios de Mayagüez    | 6-1       | Leones del Caracas    | Jorge Luis García Carneiro |
| 4 de febrero | 10:30 | WildCats KJ47         | 1-0       | Federales de Chiriquí | Monumental Simón Bolívar   |
| 4 de febrero | 14:00 | Indios de Mayagüez    | 4-6       | Tigres del Licey      | Jorge Luis García Carneiro |
| 4 de febrero | 15:00 | Vaqueros de Montería  | 6-7       | Cañeros de Los Mochis | Monumental Simón Bolívar   |
| 4 de febrero | 20:30 | Agricultores          | 3-20      | Leones del Caracas    | Monumental Simón Bolívar   |
| 5 de febrero | 13:00 | Vaqueros de Montería  | 6-5 (13)  | WildCats KJ47         | Jorge Luis García Carneiro |
| 5 de febrero | 14:30 | Cañeros de Los Mochis | 6-5       | Agricultores          | Monumental Simón Bolívar   |
| 5 de febrero | 19:50 | Indios de Mayagüez    | 2-3       | Federales de Chiriquí | Jorge Luis García Carneiro |
| 5 de febrero | 19:30 | Tigres del Licey      | 2-3 (12)  | Leones del Caracas    | Monumental Simón Bolívar   |
| 6 de febrero | 10:30 | Agricultores          | 4-5       | Vaqueros de Montería  | Monumental Simón Bolívar   |
| 6 de febrero | 14:00 | Tigres del Licey      | 10-1      | Federales de Chiriquí | Jorge Luis García Carneiro |
| 6 de febrero | 15:00 | WildCats KJ47         | 1-3       | Indios de Mayagüez    | Monumental Simón Bolívar   |
| 6 de febrero | 19:30 | Cañeros de Los Mochis | 7-0       | Leones del Caracas    | Monumental Simón Bolívar   |
| 7 de febrero | 13:00 | Agricultores          | 3-4       | Indios de Mayagüez    | Monumental Simón Bolívar   |
| 7 de febrero | 14:30 | Federales de Chiriquí | 1-2       | Cañeros de Los Mochis | Jorge Luis García Carneiro |
| 7 de febrero | 18:00 | Vaqueros de Montería  | 11-1      | Tigres del Licey      | Monumental Simón Bolívar   |
| 7 de febrero | 19:30 | Leones del Caracas    | 8-6       | WildCats KJ47         | Jorge Luis García Carneiro |
| 8 de febrero | 10:30 | Federales de Chiriquí | 10-4      | Agricultores          | Monumental Simón Bolívar   |
| 8 de febrero | 14:00 | Wild Cats KJ47        | 2-6       | Tigres del Licey      | Jorge Luis García Carneiro |
| 8 de febrero | 15:00 | Indios de Mayagüez    | 9-3       | Cañeros de Los Mochis | Monumental Simón Bolívar   |
| 8 de febrero | 19:30 | Leones del Caracas    | 7-4       | Vaqueros de Montería  | Monumental Simón Bolívar   |

## Fase final
|  | Semifinales                               | Semifinales        |                                          |   | Final | Final |
|  |                                           |                    |                                          |   |       |       |
|  | 9 de febrero - Jorge Luis García Carneiro |                    |                                          |   |       |       |
|  |                                           |                    |                                          |   |       |       |
|  | Tigres del Licey                          | 8                  |                                          |   |       |       |
|  | Tigres del Licey                          | 8                  | 10 de febrero - Monumental Simón Bolívar |   |       |       |
|  | Cañeros de Los Mochis                     | 3                  |                                          |   |       |       |
|  | Cañeros de Los Mochis                     | 3                  | Tigres del Licey                         | 3 |       |       |
|  | 9 de febrero - Monumental Simón Bolívar   |                    | Tigres del Licey                         | 3 |       |       |
|  |                                           | Leones del Caracas | 0                                        |   |       |       |
|  | Vaqueros de Montería                      | Leones del Caracas | 0                                        | 5 |       |       |
|  | Vaqueros de Montería                      |                    |                                          | 5 |       |       |
|  | Leones del Caracas                        | 7                  |                                          |   |       |       |
|  | Leones del Caracas                        | 7                  | Tercer lugar                             |   |       |       |
|  |                                           |                    |                                          |   |       |       |
|  | 10 de febrero - Monumental Simón Bolívar  |                    |                                          |   |       |       |
|  |                                           |                    |                                          |   |       |       |
|  | Vaqueros de Montería                      | 0                  |                                          |   |       |       |
|  | Vaqueros de Montería                      | 0                  |                                          |   |       |       |
|  | Cañeros de los Mochis                     | 1                  |                                          |   |       |       |

### Semifinales
| Fecha        | Hora  | Visitante            | Resultado | Home Club             | Estadio                    |
| ------------ | ----- | -------------------- | --------- | --------------------- | -------------------------- |
| 9 de febrero | 15:30 | Tigres del Licey     | 8-3       | Cañeros de Los Mochis | Jorge Luis García Carneiro |
| 9 de febrero | 19:30 | Vaqueros de Montería | 5-7       | Leones del Caracas    | Monumental Simón Bolívar   |

### Tercer lugar
| Fecha         | Hora  | Visitante            | Resultado | Home Club             | Estadio                  |
| ------------- | ----- | -------------------- | --------- | --------------------- | ------------------------ |
| 10 de febrero | 14:30 | Vaqueros de Montería | 0-1       | Cañeros de Los Mochis | Monumental Simón Bolívar |

### Final
| Fecha         | Hora  | Visitante        | Resultado | Home Club          | Estadio                  |
| ------------- | ----- | ---------------- | --------- | ------------------ | ------------------------ |
| 10 de febrero | 19:30 | Tigres del Licey | 3-0       | Leones del Caracas | Monumental Simón Bolívar |

## Campeón
| Bandera de la República Dominicana |
| Tigres del Licey 11º titulo        |
|                                    |

## Reconocimientos y premios

### Equipo All Star
| Pos     | Jugador            | Equipo                |
| ------- | ------------------ | --------------------- |
| C       | José H. Félix      | Cañeros de Los Mochis |
| 1B      | Reynaldo Rodríguez | Cañeros de Los Mochis |
| 2B      | Francisco Acuña    | Vaqueros de Montería  |
| 3B      | Emmanuel Rivera    | Indios de Mayagüez    |
| SS      | Dayán Frías        | Vaqueros de Montería  |
| LF      | Danry Vásquez      | Leones del Caracas    |
| CF      | Emilio Bonifacio   | Tigres del Licey      |
| RF      | Gustavo Campero    | Vaqueros de Montería  |
| SP      | Eduar López        | Vaqueros de Montería  |
| RP      | Anthony Vizcaya    | Leones del Caracas    |
| DH      | Yordan Díaz        | Vaqueros de Montería  |
| Manager | José Moreno        | Cañeros de Los Mochis |

## Registro estadístico general

### Posiciones
| Equipo                            | J | G | P | PCT  | DIF | CF | CC | DC  |
| --------------------------------- | - | - | - | ---- | --- | -- | -- | --- |
| Tigres del Licey                  | 9 | 6 | 3 | .667 | 0   | 43 | 30 | +13 |
| Leones del Caracas                | 9 | 6 | 3 | .667 | 0   | 51 | 38 | +13 |
| Cañeros de Los Mochis             | 9 | 6 | 3 | .667 | 0   | 35 | 35 | 0   |
| Indios de Mayagüez                | 7 | 4 | 3 | .571 | 1.0 | 29 | 24 | +5  |
| Vaqueros de Montería              | 9 | 4 | 5 | .444 | 2.0 | 49 | 39 | +10 |
| Federales de Chiriquí             | 7 | 3 | 4 | .429 | 2.0 | 23 | 29 | -6  |
| WildCats KJ47                     | 7 | 2 | 5 | .286 | 3.0 | 18 | 27 | -9  |
| Agricultores (Las Tunas & Granma) | 7 | 1 | 6 | .143 | 4.0 | 23 | 49 | -26 |

#### Clasificación para la fase final
| - | Campeón.      |
| - | Subcampeón.   |
| - | Tercer Lugar. |